# Búcsú – Válogatás Jakab György és a Neoton legszebb dalaiból
A Búcsú – Válogatás Jakab György és a Neoton legszebb dalaiból című 1996-ban megjelent CD a Neoton Família 1976 és 1989 közötti slágereinek gyűjteménye, mely Jakab György halálának emlékére tiszteleg.

## Megjelenések
| Ország       | Formátum | Sorszám   | Kiadó | Év   |
| ------------ | -------- | --------- | ----- | ---- |
| Magyarország | CD       | HCD 37847 | Gong  | 1996 |

## Az album dalai
- Halley
- Régi zongorám
- Pago Pago
- Esőben
- Szerencsejáték
- Don Quijote
- Forrófejű lány
- Szalad a lány
- Denevérszárnyú éjszakák
- Holnap hajnalig
- Te quiero
- Első szerelem
- Vannak kivételek
- 220 felett
- Csak a zene
- Búcsú